# 緒方太郎
緒方 太郎（おがた たろう、1986年8月10日 - ）は、元福島中央テレビのアナウンサー、記者、ニュースキャスター。
山形県天童市出身。山形県立山形南高等学校、横浜市立大学卒業。

## 略歴
- 2009年4月 - 福島中央テレビ入社（アナウンス職・記者職[2]）
- 2012年3月 - 第33回NNSアナウンス大賞最優秀新人賞受賞[2]。
- 2015年3月 - 記者として福島支社へ異動[3]。
- 2017年10月 - 『ゴジてれ Chu!』のリニューアルに伴い、18時台のキャスターとして出演。
- 2021年6月 - 記者職を兼務した上でアナウンス職に復帰[4]。
- 2022年12月 - 『ゴジてれ Chu!』と福島中央テレビから卒業（退職）する事を発表。以降はYahoo!ニュース編集部に所属[5]。
- 2024年4月 - 福島中央テレビと同じ日本テレビ系列でもある熊本県民テレビの『news every.くまもと』のメインキャスターに就任[5][6]。

## 人物
- 小学生の時、プロレス中継を機にアナウンサーを目指す一方、元々ディレクター志望だった。
- 福島中央テレビと同じ日本テレビ系列である青森放送報道部の社員で元アナウンサーの古池雄は高校の先輩にあたる。

## 担当番組
- ゴジてれ土曜版 - サブMC（2012年1月 - 12月）
- 県政TV〜ふくしまからはじめよう〜
- 24時間テレビ 「愛は地球を救う」福島会場 MC（2013年8月）
- ゴジてれ Chu! - ニュースな現場（2012年4月 - ）、スポーツコーナー
- ダンロップ・スリクソン福島オープン - 実況（2015年）
- ゴジてれ Chu! -ニュースキャスター（記者兼務）
- 中テレニュース
- news every.くまもと（2024年4月1日 - ）、メインMC
- B.LEAGUE公式映像実況